# Senorita Helmsman
Senorita Helsman är en kustkryssare som tillverkades 1977-1985 som ett mindre och billigare alternativ till Lady Helmsman. Den har skrov i glasfiberarmerad plast och balsasandwich, samt blyköl. 
Till babord om nedgångstrappan finns ett bakvänt L-format pentry. Till styrbord om nedgångstrappan finns stickkoj. Salongen har längsgående soffor. Under förpiken finns toalett.